# Bombina bombina
L'ululone dal ventre rosso (Bombina bombina (Linnaeus, 1761) è un anfibio anuro appartenente alla famiglia dei Bombinatoridi.

## Descrizione
Il corpo dell'ululone dal ventre rosso è schiacciato, il muso arrotondato. Non ha ghiandole parotoidi né timpani visibili. La pelle del dorso è cosparsa di piccole verruche morbide, ciascuna con al centro un minuscolo tubercolo nero, morbido. Le dita delle zampe posteriori sono provviste di membrane interdigitali, le pupille sono cuoriformi. Il dorso può essere grigio scuro o chiaro, marrone o verdastro, a volte con macchie verdi o una linea mediana verde. Il lato ventrale è cosparso di macchie rosso-arancioni su sfondo grigio-nerastro: al contrario dell'ululone dal ventre giallo predominano le regioni scure, che inoltre sono anche sempre cosparse di numerosi puntini bianchi. Le punte delle dita anteriori e posteriori, così come il 1° dito (quello più interno) di tutte le zampe, sono di colore grigio scuro o nero, mai giallo intenso. Nella stagione riproduttiva i maschi presentano calli nuziali scuri sul lato interno degli avambracci e sulle prime due dita delle zampe anteriori. Inoltre i maschi sono provvisti di una sacca vocale interna. Ha una lunghezza totale di 3-5 cm.

## Biologia
L'ululone dal ventre rosso è attivo da marzo a ottobre, di giorno come anche di notte. La sua dieta è costituita soprattutto da insetti e aracnidi. Si riproduce da maggio a luglio, periodo in cui si possono ascoltare i malinconici «ululati» che danno il nome comune a questi anfibi. In una zona di contatto stretta ma molto estesa, l'ululone dal ventre rosso può ibridarsi con l'ululone dal ventre giallo, suo parente stretto. Gli ululoni sono caratterizzati da un singolare comportamento chiamato talvolta con il termine tedesco Unkenreflex («riflesso dell'ululone»): in caso di pericolo, assumono una posizione di difesa in cui inarcano il dorso e sollevano lateralmente gli arti, mettendo così in evidenza il colore rosso intenso delle parti inferiori, soprattutto degli arti, per avvertire i nemici della loro pericolosità. Un'altra strategia difensiva consiste nella secrezione da ghiandole della pelle di una sostanza tossica, molto irritante per le mucose umane. Non è vero invece, come a volte si legge, che si gettino a terra supini esponendo l'intero lato ventrale. Questo comportamento è stato descritto per la prima volta negli ululoni, ma è noto anche in altre specie di anfibi. Durante l'accoppiamento, il maschio cinge la femmina per la regione lombare. Questa depone quindi 80-300 uova, che fa aderire sotto forma di piccoli ammassi di 20-30 uova su piante acquatiche. Dopo 2-3 mesi avviene la metamorfosi dei girini, con i giovani lunghi appena 1-1,5 cm ma già con le macchie ventrali visibili. In una prima fase si trattengono nelle acque di origine, ma successivamente si spostano anche nei dintorni, soprattutto in seguito a precipitazioni.

## Distribuzione e habitat
L'ululone dal ventre rosso è una specie tipica delle pianure dell'Europa centrale e orientale, vivendo generalmente ad altitudini inferiori a 200 m, e mai oltre i 600 m. Il suo areale si estende dalle isole della Danimarca orientale e dalla Svezia meridionale attraverso le pianure della Germania settentrionale e della Polonia fino ai piedi degli Urali, proseguendo poi a sud attraverso Austria, Ungheria e Balcani orientali fino alla Grecia nord-orientale e alla Turchia europea. Questa specie è fortemente legata all'acqua e predilige raccolte d'acqua stagnante abbastanza grandi, esposte al sole, ricche di vegetazione e con un costante approvvigionamento idrico, come stagni, fossi, bracci fluviali e pianure alluvionali. L'ululone dal ventre rosso compie il suo letargo sulla terraferma, nei pressi delle sue acque di residenza.